# Pècaris
Els pècaris (Tayassuidae) són una família de mamífers de mida mitjana del subordre dels suïns. Viuen a la regió sud-occidental de Nord-amèrica, a Centreamèrica i a Sud-amèrica. Els pècaris solen mesurar entre 90 i 130 cm de llarg i un adult pesa generalment entre 20 i 40 kg. Les seves dents canines superiors no es corben cap amunt.

## Etimologia
La paraula pècari deriva de la paraula carib pakira o paquira.
En portuguès, un pècari s'anomena pecari, porco-do-mato, queixada, tajaçu, entre altres noms com cateto o caititu. En espanyol, s'anomena javelina, jabalí (paraula també utilitzada per descriure senglar), sajino o pecarí. La paraula «javelina» deriva del terme jabalí  ('senglar' en castellà). A la Guaiana Francesa i Surinam, l'animal es diu pakira.
El nom científic Tayassuidae deriva de la mateixa font que el portuguès tajaçu.

## Característiques
Com els porcs, els pècaris posseeixen un musell que acaba en un disc cartilaginós, i ulls petits en relació amb la grandària del seu cap. Els pècaris són animals mitjans; usualment, solen mesurar entre 90 i 130 cm de llarg. Un exemplar adult completament desenvolupat sol pesar entre 14 i 40 kg. Igual que els porcs, només usen els dos dits centrals de les potes davanteres per caminar, encara que, a diferència d'aquests, els altres dits poden estar totalment absents en algunes espècies. L'estómac dels taiassúids no és de remugant, però té tres càmeres i és més complex que el dels súids.

## Biologia i ecologia
Els seus costums són principalment nocturns. Són animals socials que sovint formen ramats. S'han registrat fins a cent espècimens en un sol ramat de pècaris barbablanc. No obstant això, els pècaris de collar i els pècaris del Chaco solen formar grups petits. En la majoria de les espècies, existeix un clar dimorfisme sexual entre els individus, sent els mascles més grans i robustos que les femelles.
Tenen una dieta omnívora, predominantment vegetariana (pastures, fruits, arrels i llavors), en la qual s'inclouen insectes, aranyes, rèptils (fins i tot serps) i, eventualment, petits rosegadors. Les mandíbules i els ullals d'aquests animals han estat adaptats per triturar llavors dures i per arrencar arrels del terra. Els seus ullals, a més, els serveixen com a arma de defensa.
Posseeixen glàndules odoríferes al llom i sota cada ull. Aquestes tenen la funció de secretar un líquid que els pècaris usen per marcar els territoris dels seus ramats; aquests poden abastar des de 35 a 350 hectàrees. També fan servir aquestes glàndules per marcar els altres membres del ramat al qual pertanyen, fregant-se els uns contra els altres. En fer això, tot el ramat queda impregnat d'una olor penetrant que permet a cada individu reconèixer els altres, cosa que contraresta la mala vista.
Fregant els ullals entre si, poden fer un soroll grinyolant per persuadir els predadors de mantenir-se lluny del ramat. Recentment, al Parc nacional Madidi, al nord-oest de Bolívia, s'han documentat casos d'atacs contra éssers humans per grans grups de pècaris que han resultat amb persones greument ferides i, fins i tot, mortes.

## Evolució
Els fòssils inequívocs més antics de pècaris són del Miocè primerenc d'Amèrica del Nord, amb el gènere de l'Eocè-Oligocè nord-americà Perchoerus, també considerat sovint un pècari primerenc, recuperat fora del clade que conté els pècaris i els súids.
Encara que comuns a Sud-amèrica avui, els pècaris no hi van arribar fins fa uns tres milions d'anys durant el Gran intercanvi americà, quan es va formar l'istme de Panamà, que connectava Amèrica del Nord i Amèrica del Sud. En aquella època, molts animals nord-americans, inclosos els pècaris, llames i tapirs, van entrar a Sud-amèrica, mentre que algunes espècies sud-americanes, com els Peresosos gegants i els Opòssums, van migrar cap al nord Diverses espècies de pècari dels gèneres Platygonus i Mylohyus va romandre a Amèrica del Nord fins a la seva extinció després de la colonització del continent pels humans via Beríngia al final del Plistocè. Avui, 2 de les 3 espècies estan relegades al regne neotropical, però el pècari de collar s'estén al nord de Mèxic i al sud-oest dels Estats Units.

## Domesticació
Els pècaris tenen una semblança superficial amb els porcs i es troben en el mateix subordre Suina que els porcs, i han estat presents a Amèrica del Sud des de la prehistòria. La descripció científica més antiga dels pècaris al Nou Món es troba al Brasil l'any 1547 i es va referir a ells com a «porcs salvatges».
S'ha documentat que els pècaris van ser domesticats i criats amb finalitats alimentàries i rituals al Yucatán, Panamà, el sud del Carib i Colòmbia en el moment de la Conquesta. S'han trobat restes arqueològiques de pècaris a Mesoamèrica des del període Preclàssic (o Formatiu) fins a immediatament abans del contacte espanyol. Concretament, s'han trobat restes de pècari als jaciments de la civilització olmeca.
El pècari no és adequat per a la cria moderna en captivitat, ja que no té característiques adequades per a sistemes intensius o semiintensius. Els pècaris requereixen una edat més alta abans de poder donar a llum (part) i tenen tendència a l'infanticidi.

## Relació amb els porcs salvatges
Les poblacions de senglars brasilers recentment establertes no s'han de confondre amb les poblacions de porcs domèstics salvatges, que han existit principalment al Pantanal des de fa més de cent anys, juntament amb els pècaris autòctons. La dinàmica demogràfica de la interacció entre les poblacions de porcs salvatges i les de les dues espècies natives de pècari (pècari de collar i pècari barbablanc) és incerta i encara s'està estudiant. L'existència de porcs salvatges podria alleujar una mica la depredació del jaguar sobre les poblacions de pècari, ja que els jaguars mostren una preferència per caçar porcs quan estan disponibles.

## Filogènesi dins dels cetartiodàctils
Filogènesi de les famílies de Cetartiodactyla actuals (cetacis no desenvolupats), segons Price et al., 2005 et Spaulding et al., 2009:
|  | Camelidae (camells, llames...) |
|  |                                |

|  | Suidae (Porcs)        |
|  |                       |
|  | Tayassuidae (Pècaris) |
|  |                       |

|  | Cetacis (Balenes, dofins...) |
|  |                              |
|  | Hippopotamidae (Hipopòtams)  |
|  |                              |

|  | Antilocapridae (Antilocapres)  |
|  |                                |
|  | Giraffidae (Girafes, okapi...) |
|  |                                |

|  | Bovidae (boví, cabres i antílops)                                                         |
|  |                                                                                           |
|  | \| \| Cèrvids (Cérvols, rens...) \| \| \| \| \| \| Moschidae (cérvol mosquer) \| \| \| \| |
|  |                                                                                           |
|  | Cèrvids (Cérvols, rens...)                                                                |
|  |                                                                                           |
|  | Moschidae (cérvol mosquer)                                                                |
|  |                                                                                           |

|  | Cèrvids (Cérvols, rens...) |
|  |                            |
|  | Moschidae (cérvol mosquer) |
|  |                            |

|  | Antilocapridae (Antilocapres)  |
|  |                                |
|  | Giraffidae (Girafes, okapi...) |
|  |                                |

|  | Bovidae (boví, cabres i antílops)                                                         |
|  |                                                                                           |
|  | \| \| Cèrvids (Cérvols, rens...) \| \| \| \| \| \| Moschidae (cérvol mosquer) \| \| \| \| |
|  |                                                                                           |
|  | Cèrvids (Cérvols, rens...)                                                                |
|  |                                                                                           |
|  | Moschidae (cérvol mosquer)                                                                |
|  |                                                                                           |

|  | Cèrvids (Cérvols, rens...) |
|  |                            |
|  | Moschidae (cérvol mosquer) |
|  |                            |

|  | Antilocapridae (Antilocapres)  |
|  |                                |
|  | Giraffidae (Girafes, okapi...) |
|  |                                |

|  | Bovidae (boví, cabres i antílops)                                                         |
|  |                                                                                           |
|  | \| \| Cèrvids (Cérvols, rens...) \| \| \| \| \| \| Moschidae (cérvol mosquer) \| \| \| \| |
|  |                                                                                           |
|  | Cèrvids (Cérvols, rens...)                                                                |
|  |                                                                                           |
|  | Moschidae (cérvol mosquer)                                                                |
|  |                                                                                           |

|  | Cèrvids (Cérvols, rens...) |
|  |                            |
|  | Moschidae (cérvol mosquer) |
|  |                            |

|  | Antilocapridae (Antilocapres)  |
|  |                                |
|  | Giraffidae (Girafes, okapi...) |
|  |                                |

|  | Bovidae (boví, cabres i antílops)                                                         |
|  |                                                                                           |
|  | \| \| Cèrvids (Cérvols, rens...) \| \| \| \| \| \| Moschidae (cérvol mosquer) \| \| \| \| |
|  |                                                                                           |
|  | Cèrvids (Cérvols, rens...)                                                                |
|  |                                                                                           |
|  | Moschidae (cérvol mosquer)                                                                |
|  |                                                                                           |

|  | Cèrvids (Cérvols, rens...) |
|  |                            |
|  | Moschidae (cérvol mosquer) |
|  |                            |

|  | Cetacis (Balenes, dofins...) |
|  |                              |
|  | Hippopotamidae (Hipopòtams)  |
|  |                              |

|  | Antilocapridae (Antilocapres)  |
|  |                                |
|  | Giraffidae (Girafes, okapi...) |
|  |                                |

|  | Bovidae (boví, cabres i antílops)                                                         |
|  |                                                                                           |
|  | \| \| Cèrvids (Cérvols, rens...) \| \| \| \| \| \| Moschidae (cérvol mosquer) \| \| \| \| |
|  |                                                                                           |
|  | Cèrvids (Cérvols, rens...)                                                                |
|  |                                                                                           |
|  | Moschidae (cérvol mosquer)                                                                |
|  |                                                                                           |

|  | Cèrvids (Cérvols, rens...) |
|  |                            |
|  | Moschidae (cérvol mosquer) |
|  |                            |

|  | Antilocapridae (Antilocapres)  |
|  |                                |
|  | Giraffidae (Girafes, okapi...) |
|  |                                |

|  | Bovidae (boví, cabres i antílops)                                                         |
|  |                                                                                           |
|  | \| \| Cèrvids (Cérvols, rens...) \| \| \| \| \| \| Moschidae (cérvol mosquer) \| \| \| \| |
|  |                                                                                           |
|  | Cèrvids (Cérvols, rens...)                                                                |
|  |                                                                                           |
|  | Moschidae (cérvol mosquer)                                                                |
|  |                                                                                           |

|  | Cèrvids (Cérvols, rens...) |
|  |                            |
|  | Moschidae (cérvol mosquer) |
|  |                            |

|  | Antilocapridae (Antilocapres)  |
|  |                                |
|  | Giraffidae (Girafes, okapi...) |
|  |                                |

|  | Bovidae (boví, cabres i antílops)                                                         |
|  |                                                                                           |
|  | \| \| Cèrvids (Cérvols, rens...) \| \| \| \| \| \| Moschidae (cérvol mosquer) \| \| \| \| |
|  |                                                                                           |
|  | Cèrvids (Cérvols, rens...)                                                                |
|  |                                                                                           |
|  | Moschidae (cérvol mosquer)                                                                |
|  |                                                                                           |

|  | Cèrvids (Cérvols, rens...) |
|  |                            |
|  | Moschidae (cérvol mosquer) |
|  |                            |

|  | Antilocapridae (Antilocapres)  |
|  |                                |
|  | Giraffidae (Girafes, okapi...) |
|  |                                |

|  | Bovidae (boví, cabres i antílops)                                                         |
|  |                                                                                           |
|  | \| \| Cèrvids (Cérvols, rens...) \| \| \| \| \| \| Moschidae (cérvol mosquer) \| \| \| \| |
|  |                                                                                           |
|  | Cèrvids (Cérvols, rens...)                                                                |
|  |                                                                                           |
|  | Moschidae (cérvol mosquer)                                                                |
|  |                                                                                           |

|  | Cèrvids (Cérvols, rens...) |
|  |                            |
|  | Moschidae (cérvol mosquer) |
|  |                            |

|  | Suidae (Porcs)        |
|  |                       |
|  | Tayassuidae (Pècaris) |
|  |                       |

|  | Cetacis (Balenes, dofins...) |
|  |                              |
|  | Hippopotamidae (Hipopòtams)  |
|  |                              |

|  | Antilocapridae (Antilocapres)  |
|  |                                |
|  | Giraffidae (Girafes, okapi...) |
|  |                                |

|  | Bovidae (boví, cabres i antílops)                                                         |
|  |                                                                                           |
|  | \| \| Cèrvids (Cérvols, rens...) \| \| \| \| \| \| Moschidae (cérvol mosquer) \| \| \| \| |
|  |                                                                                           |
|  | Cèrvids (Cérvols, rens...)                                                                |
|  |                                                                                           |
|  | Moschidae (cérvol mosquer)                                                                |
|  |                                                                                           |

|  | Cèrvids (Cérvols, rens...) |
|  |                            |
|  | Moschidae (cérvol mosquer) |
|  |                            |

|  | Antilocapridae (Antilocapres)  |
|  |                                |
|  | Giraffidae (Girafes, okapi...) |
|  |                                |

|  | Bovidae (boví, cabres i antílops)                                                         |
|  |                                                                                           |
|  | \| \| Cèrvids (Cérvols, rens...) \| \| \| \| \| \| Moschidae (cérvol mosquer) \| \| \| \| |
|  |                                                                                           |
|  | Cèrvids (Cérvols, rens...)                                                                |
|  |                                                                                           |
|  | Moschidae (cérvol mosquer)                                                                |
|  |                                                                                           |

|  | Cèrvids (Cérvols, rens...) |
|  |                            |
|  | Moschidae (cérvol mosquer) |
|  |                            |

|  | Antilocapridae (Antilocapres)  |
|  |                                |
|  | Giraffidae (Girafes, okapi...) |
|  |                                |

|  | Bovidae (boví, cabres i antílops)                                                         |
|  |                                                                                           |
|  | \| \| Cèrvids (Cérvols, rens...) \| \| \| \| \| \| Moschidae (cérvol mosquer) \| \| \| \| |
|  |                                                                                           |
|  | Cèrvids (Cérvols, rens...)                                                                |
|  |                                                                                           |
|  | Moschidae (cérvol mosquer)                                                                |
|  |                                                                                           |

|  | Cèrvids (Cérvols, rens...) |
|  |                            |
|  | Moschidae (cérvol mosquer) |
|  |                            |

|  | Antilocapridae (Antilocapres)  |
|  |                                |
|  | Giraffidae (Girafes, okapi...) |
|  |                                |

|  | Bovidae (boví, cabres i antílops)                                                         |
|  |                                                                                           |
|  | \| \| Cèrvids (Cérvols, rens...) \| \| \| \| \| \| Moschidae (cérvol mosquer) \| \| \| \| |
|  |                                                                                           |
|  | Cèrvids (Cérvols, rens...)                                                                |
|  |                                                                                           |
|  | Moschidae (cérvol mosquer)                                                                |
|  |                                                                                           |

|  | Cèrvids (Cérvols, rens...) |
|  |                            |
|  | Moschidae (cérvol mosquer) |
|  |                            |

|  | Cetacis (Balenes, dofins...) |
|  |                              |
|  | Hippopotamidae (Hipopòtams)  |
|  |                              |

|  | Antilocapridae (Antilocapres)  |
|  |                                |
|  | Giraffidae (Girafes, okapi...) |
|  |                                |

|  | Bovidae (boví, cabres i antílops)                                                         |
|  |                                                                                           |
|  | \| \| Cèrvids (Cérvols, rens...) \| \| \| \| \| \| Moschidae (cérvol mosquer) \| \| \| \| |
|  |                                                                                           |
|  | Cèrvids (Cérvols, rens...)                                                                |
|  |                                                                                           |
|  | Moschidae (cérvol mosquer)                                                                |
|  |                                                                                           |

|  | Cèrvids (Cérvols, rens...) |
|  |                            |
|  | Moschidae (cérvol mosquer) |
|  |                            |

|  | Antilocapridae (Antilocapres)  |
|  |                                |
|  | Giraffidae (Girafes, okapi...) |
|  |                                |

|  | Bovidae (boví, cabres i antílops)                                                         |
|  |                                                                                           |
|  | \| \| Cèrvids (Cérvols, rens...) \| \| \| \| \| \| Moschidae (cérvol mosquer) \| \| \| \| |
|  |                                                                                           |
|  | Cèrvids (Cérvols, rens...)                                                                |
|  |                                                                                           |
|  | Moschidae (cérvol mosquer)                                                                |
|  |                                                                                           |

|  | Cèrvids (Cérvols, rens...) |
|  |                            |
|  | Moschidae (cérvol mosquer) |
|  |                            |

|  | Antilocapridae (Antilocapres)  |
|  |                                |
|  | Giraffidae (Girafes, okapi...) |
|  |                                |

|  | Bovidae (boví, cabres i antílops)                                                         |
|  |                                                                                           |
|  | \| \| Cèrvids (Cérvols, rens...) \| \| \| \| \| \| Moschidae (cérvol mosquer) \| \| \| \| |
|  |                                                                                           |
|  | Cèrvids (Cérvols, rens...)                                                                |
|  |                                                                                           |
|  | Moschidae (cérvol mosquer)                                                                |
|  |                                                                                           |

|  | Cèrvids (Cérvols, rens...) |
|  |                            |
|  | Moschidae (cérvol mosquer) |
|  |                            |

|  | Antilocapridae (Antilocapres)  |
|  |                                |
|  | Giraffidae (Girafes, okapi...) |
|  |                                |

|  | Bovidae (boví, cabres i antílops)                                                         |
|  |                                                                                           |
|  | \| \| Cèrvids (Cérvols, rens...) \| \| \| \| \| \| Moschidae (cérvol mosquer) \| \| \| \| |
|  |                                                                                           |
|  | Cèrvids (Cérvols, rens...)                                                                |
|  |                                                                                           |
|  | Moschidae (cérvol mosquer)                                                                |
|  |                                                                                           |

|  | Cèrvids (Cérvols, rens...) |
|  |                            |
|  | Moschidae (cérvol mosquer) |
|  |                            |

|  | Camelidae (camells, llames...) |
|  |                                |

|  | Suidae (Porcs)        |
|  |                       |
|  | Tayassuidae (Pècaris) |
|  |                       |

|  | Cetacis (Balenes, dofins...) |
|  |                              |
|  | Hippopotamidae (Hipopòtams)  |
|  |                              |

|  | Antilocapridae (Antilocapres)  |
|  |                                |
|  | Giraffidae (Girafes, okapi...) |
|  |                                |

|  | Bovidae (boví, cabres i antílops)                                                         |
|  |                                                                                           |
|  | \| \| Cèrvids (Cérvols, rens...) \| \| \| \| \| \| Moschidae (cérvol mosquer) \| \| \| \| |
|  |                                                                                           |
|  | Cèrvids (Cérvols, rens...)                                                                |
|  |                                                                                           |
|  | Moschidae (cérvol mosquer)                                                                |
|  |                                                                                           |

|  | Cèrvids (Cérvols, rens...) |
|  |                            |
|  | Moschidae (cérvol mosquer) |
|  |                            |

|  | Antilocapridae (Antilocapres)  |
|  |                                |
|  | Giraffidae (Girafes, okapi...) |
|  |                                |

|  | Bovidae (boví, cabres i antílops)                                                         |
|  |                                                                                           |
|  | \| \| Cèrvids (Cérvols, rens...) \| \| \| \| \| \| Moschidae (cérvol mosquer) \| \| \| \| |
|  |                                                                                           |
|  | Cèrvids (Cérvols, rens...)                                                                |
|  |                                                                                           |
|  | Moschidae (cérvol mosquer)                                                                |
|  |                                                                                           |

|  | Cèrvids (Cérvols, rens...) |
|  |                            |
|  | Moschidae (cérvol mosquer) |
|  |                            |

|  | Antilocapridae (Antilocapres)  |
|  |                                |
|  | Giraffidae (Girafes, okapi...) |
|  |                                |

|  | Bovidae (boví, cabres i antílops)                                                         |
|  |                                                                                           |
|  | \| \| Cèrvids (Cérvols, rens...) \| \| \| \| \| \| Moschidae (cérvol mosquer) \| \| \| \| |
|  |                                                                                           |
|  | Cèrvids (Cérvols, rens...)                                                                |
|  |                                                                                           |
|  | Moschidae (cérvol mosquer)                                                                |
|  |                                                                                           |

|  | Cèrvids (Cérvols, rens...) |
|  |                            |
|  | Moschidae (cérvol mosquer) |
|  |                            |

|  | Antilocapridae (Antilocapres)  |
|  |                                |
|  | Giraffidae (Girafes, okapi...) |
|  |                                |

|  | Bovidae (boví, cabres i antílops)                                                         |
|  |                                                                                           |
|  | \| \| Cèrvids (Cérvols, rens...) \| \| \| \| \| \| Moschidae (cérvol mosquer) \| \| \| \| |
|  |                                                                                           |
|  | Cèrvids (Cérvols, rens...)                                                                |
|  |                                                                                           |
|  | Moschidae (cérvol mosquer)                                                                |
|  |                                                                                           |

|  | Cèrvids (Cérvols, rens...) |
|  |                            |
|  | Moschidae (cérvol mosquer) |
|  |                            |

|  | Cetacis (Balenes, dofins...) |
|  |                              |
|  | Hippopotamidae (Hipopòtams)  |
|  |                              |

|  | Antilocapridae (Antilocapres)  |
|  |                                |
|  | Giraffidae (Girafes, okapi...) |
|  |                                |

|  | Bovidae (boví, cabres i antílops)                                                         |
|  |                                                                                           |
|  | \| \| Cèrvids (Cérvols, rens...) \| \| \| \| \| \| Moschidae (cérvol mosquer) \| \| \| \| |
|  |                                                                                           |
|  | Cèrvids (Cérvols, rens...)                                                                |
|  |                                                                                           |
|  | Moschidae (cérvol mosquer)                                                                |
|  |                                                                                           |

|  | Cèrvids (Cérvols, rens...) |
|  |                            |
|  | Moschidae (cérvol mosquer) |
|  |                            |

|  | Antilocapridae (Antilocapres)  |
|  |                                |
|  | Giraffidae (Girafes, okapi...) |
|  |                                |

|  | Bovidae (boví, cabres i antílops)                                                         |
|  |                                                                                           |
|  | \| \| Cèrvids (Cérvols, rens...) \| \| \| \| \| \| Moschidae (cérvol mosquer) \| \| \| \| |
|  |                                                                                           |
|  | Cèrvids (Cérvols, rens...)                                                                |
|  |                                                                                           |
|  | Moschidae (cérvol mosquer)                                                                |
|  |                                                                                           |

|  | Cèrvids (Cérvols, rens...) |
|  |                            |
|  | Moschidae (cérvol mosquer) |
|  |                            |

|  | Antilocapridae (Antilocapres)  |
|  |                                |
|  | Giraffidae (Girafes, okapi...) |
|  |                                |

|  | Bovidae (boví, cabres i antílops)                                                         |
|  |                                                                                           |
|  | \| \| Cèrvids (Cérvols, rens...) \| \| \| \| \| \| Moschidae (cérvol mosquer) \| \| \| \| |
|  |                                                                                           |
|  | Cèrvids (Cérvols, rens...)                                                                |
|  |                                                                                           |
|  | Moschidae (cérvol mosquer)                                                                |
|  |                                                                                           |

|  | Cèrvids (Cérvols, rens...) |
|  |                            |
|  | Moschidae (cérvol mosquer) |
|  |                            |

|  | Antilocapridae (Antilocapres)  |
|  |                                |
|  | Giraffidae (Girafes, okapi...) |
|  |                                |

|  | Bovidae (boví, cabres i antílops)                                                         |
|  |                                                                                           |
|  | \| \| Cèrvids (Cérvols, rens...) \| \| \| \| \| \| Moschidae (cérvol mosquer) \| \| \| \| |
|  |                                                                                           |
|  | Cèrvids (Cérvols, rens...)                                                                |
|  |                                                                                           |
|  | Moschidae (cérvol mosquer)                                                                |
|  |                                                                                           |

|  | Cèrvids (Cérvols, rens...) |
|  |                            |
|  | Moschidae (cérvol mosquer) |
|  |                            |

|  | Suidae (Porcs)        |
|  |                       |
|  | Tayassuidae (Pècaris) |
|  |                       |

|  | Cetacis (Balenes, dofins...) |
|  |                              |
|  | Hippopotamidae (Hipopòtams)  |
|  |                              |

|  | Antilocapridae (Antilocapres)  |
|  |                                |
|  | Giraffidae (Girafes, okapi...) |
|  |                                |

|  | Bovidae (boví, cabres i antílops)                                                         |
|  |                                                                                           |
|  | \| \| Cèrvids (Cérvols, rens...) \| \| \| \| \| \| Moschidae (cérvol mosquer) \| \| \| \| |
|  |                                                                                           |
|  | Cèrvids (Cérvols, rens...)                                                                |
|  |                                                                                           |
|  | Moschidae (cérvol mosquer)                                                                |
|  |                                                                                           |

|  | Cèrvids (Cérvols, rens...) |
|  |                            |
|  | Moschidae (cérvol mosquer) |
|  |                            |

|  | Antilocapridae (Antilocapres)  |
|  |                                |
|  | Giraffidae (Girafes, okapi...) |
|  |                                |

|  | Bovidae (boví, cabres i antílops)                                                         |
|  |                                                                                           |
|  | \| \| Cèrvids (Cérvols, rens...) \| \| \| \| \| \| Moschidae (cérvol mosquer) \| \| \| \| |
|  |                                                                                           |
|  | Cèrvids (Cérvols, rens...)                                                                |
|  |                                                                                           |
|  | Moschidae (cérvol mosquer)                                                                |
|  |                                                                                           |

|  | Cèrvids (Cérvols, rens...) |
|  |                            |
|  | Moschidae (cérvol mosquer) |
|  |                            |

|  | Antilocapridae (Antilocapres)  |
|  |                                |
|  | Giraffidae (Girafes, okapi...) |
|  |                                |

|  | Bovidae (boví, cabres i antílops)                                                         |
|  |                                                                                           |
|  | \| \| Cèrvids (Cérvols, rens...) \| \| \| \| \| \| Moschidae (cérvol mosquer) \| \| \| \| |
|  |                                                                                           |
|  | Cèrvids (Cérvols, rens...)                                                                |
|  |                                                                                           |
|  | Moschidae (cérvol mosquer)                                                                |
|  |                                                                                           |

|  | Cèrvids (Cérvols, rens...) |
|  |                            |
|  | Moschidae (cérvol mosquer) |
|  |                            |

|  | Antilocapridae (Antilocapres)  |
|  |                                |
|  | Giraffidae (Girafes, okapi...) |
|  |                                |

|  | Bovidae (boví, cabres i antílops)                                                         |
|  |                                                                                           |
|  | \| \| Cèrvids (Cérvols, rens...) \| \| \| \| \| \| Moschidae (cérvol mosquer) \| \| \| \| |
|  |                                                                                           |
|  | Cèrvids (Cérvols, rens...)                                                                |
|  |                                                                                           |
|  | Moschidae (cérvol mosquer)                                                                |
|  |                                                                                           |

|  | Cèrvids (Cérvols, rens...) |
|  |                            |
|  | Moschidae (cérvol mosquer) |
|  |                            |

|  | Cetacis (Balenes, dofins...) |
|  |                              |
|  | Hippopotamidae (Hipopòtams)  |
|  |                              |

|  | Antilocapridae (Antilocapres)  |
|  |                                |
|  | Giraffidae (Girafes, okapi...) |
|  |                                |

|  | Bovidae (boví, cabres i antílops)                                                         |
|  |                                                                                           |
|  | \| \| Cèrvids (Cérvols, rens...) \| \| \| \| \| \| Moschidae (cérvol mosquer) \| \| \| \| |
|  |                                                                                           |
|  | Cèrvids (Cérvols, rens...)                                                                |
|  |                                                                                           |
|  | Moschidae (cérvol mosquer)                                                                |
|  |                                                                                           |

|  | Cèrvids (Cérvols, rens...) |
|  |                            |
|  | Moschidae (cérvol mosquer) |
|  |                            |

|  | Antilocapridae (Antilocapres)  |
|  |                                |
|  | Giraffidae (Girafes, okapi...) |
|  |                                |

|  | Bovidae (boví, cabres i antílops)                                                         |
|  |                                                                                           |
|  | \| \| Cèrvids (Cérvols, rens...) \| \| \| \| \| \| Moschidae (cérvol mosquer) \| \| \| \| |
|  |                                                                                           |
|  | Cèrvids (Cérvols, rens...)                                                                |
|  |                                                                                           |
|  | Moschidae (cérvol mosquer)                                                                |
|  |                                                                                           |

|  | Cèrvids (Cérvols, rens...) |
|  |                            |
|  | Moschidae (cérvol mosquer) |
|  |                            |

|  | Antilocapridae (Antilocapres)  |
|  |                                |
|  | Giraffidae (Girafes, okapi...) |
|  |                                |

|  | Bovidae (boví, cabres i antílops)                                                         |
|  |                                                                                           |
|  | \| \| Cèrvids (Cérvols, rens...) \| \| \| \| \| \| Moschidae (cérvol mosquer) \| \| \| \| |
|  |                                                                                           |
|  | Cèrvids (Cérvols, rens...)                                                                |
|  |                                                                                           |
|  | Moschidae (cérvol mosquer)                                                                |
|  |                                                                                           |

|  | Cèrvids (Cérvols, rens...) |
|  |                            |
|  | Moschidae (cérvol mosquer) |
|  |                            |

|  | Antilocapridae (Antilocapres)  |
|  |                                |
|  | Giraffidae (Girafes, okapi...) |
|  |                                |

|  | Bovidae (boví, cabres i antílops)                                                         |
|  |                                                                                           |
|  | \| \| Cèrvids (Cérvols, rens...) \| \| \| \| \| \| Moschidae (cérvol mosquer) \| \| \| \| |
|  |                                                                                           |
|  | Cèrvids (Cérvols, rens...)                                                                |
|  |                                                                                           |
|  | Moschidae (cérvol mosquer)                                                                |
|  |                                                                                           |

|  | Cèrvids (Cérvols, rens...) |
|  |                            |
|  | Moschidae (cérvol mosquer) |
|  |                            |

## Classificació
Llista d'espècies actual segons l'ITIS (2017) i el Mammal Species of the World (2017):
- gènere Catagonus Ameghino, 1904:
  - Catagonus wagneri (Rusconi, 1930) - El pècari del Chaco viu a l'hàbitat sec d'arbustars, o chaco, del Paraguai, Bolívia i l'Argentina. N'hi ha gairebé 3.000 en llibertat. Es creu que és el parent vivent més proper del gènere extint Platygonus. Té la distinció inusual d'haver estat descrit originalment el 1930 basant-se en fòssils i al principi es cregué que era una espècie extinta.[22] El 1975 es descobrí que l'animal encara estava viu i prosperava a la regió paraguaiana del Chaco.
- gènere Pecari Reichenbach, 1835:
  - Pecari tajacu(Linnaeus, 1758) El pècari de collar té una alçada de mig metre a la creu i una longitud d'aproximadament 80 cm. Es caracteritza per posseir un pelatge de colors castany fosc i una taca blanca que recorda un collaret a la base del coll. Habita des del Sud-oest dels Estats Units fins a Sud-amèrica i l'illa de Trinitat. Se'l pot trobar en tota mena d'hàbitats, des de matolls secs i àrids, fins a boscos plujosos.
- gènere Tayassu Fischer von Waldheim, 1814:
  - Tayassu pecari (Link, 1795) -  El pècari barbablanc  viu a selves pluvials, boscos secs i matollars del chaco. És diürn i viu en grans ramats d'entre 50 i més de 300 individus i se n'han observat fins a 2.000 individus junts. És un animal omnívor que s'alimenta de fruits, arrels, tubercles, nous de palmer, herbes i invertebrats.

Existeix una quarta espècie, encara que la seva validesa es troba qüestionada, considerant que els estudis duts a terme són insuficients. És el pècari gegant (Pecari maximus), descobert pel biòleg neerlandès Marc van Roosmalen l'any 2007, a la regió brasilera del riu Aripuaná, ubicada a l'Amazonia brasilera, és l'espècie que arriba més gran, podent mesurar 130 cm de llarg i pesar fins a 40 kg. Entre totes les espècies, aquesta és la que forma els grups menys nombrosos: viu en parelles (femella i mascle), i de vegades, amb un o dos descendents.

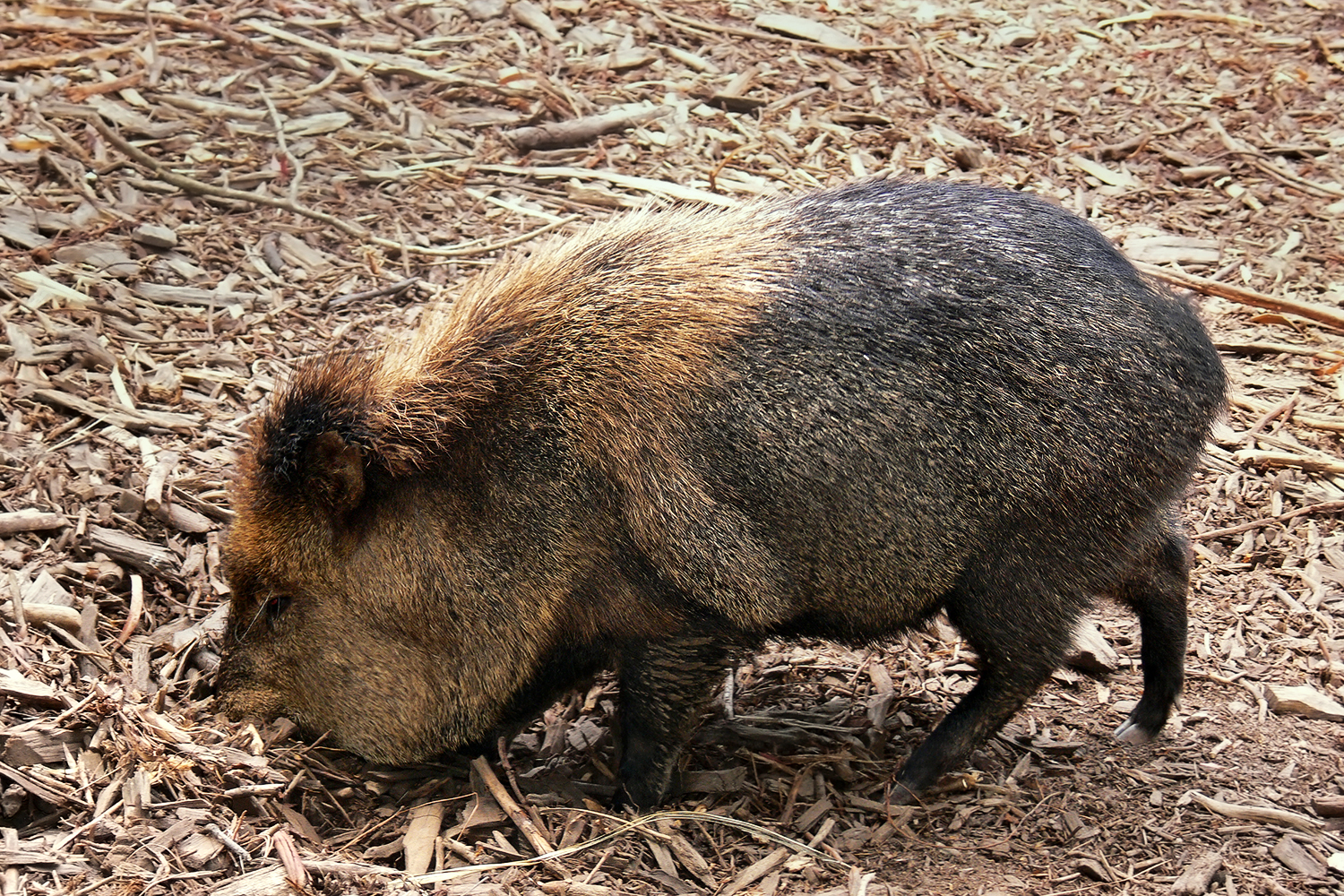
Pecari tajacu
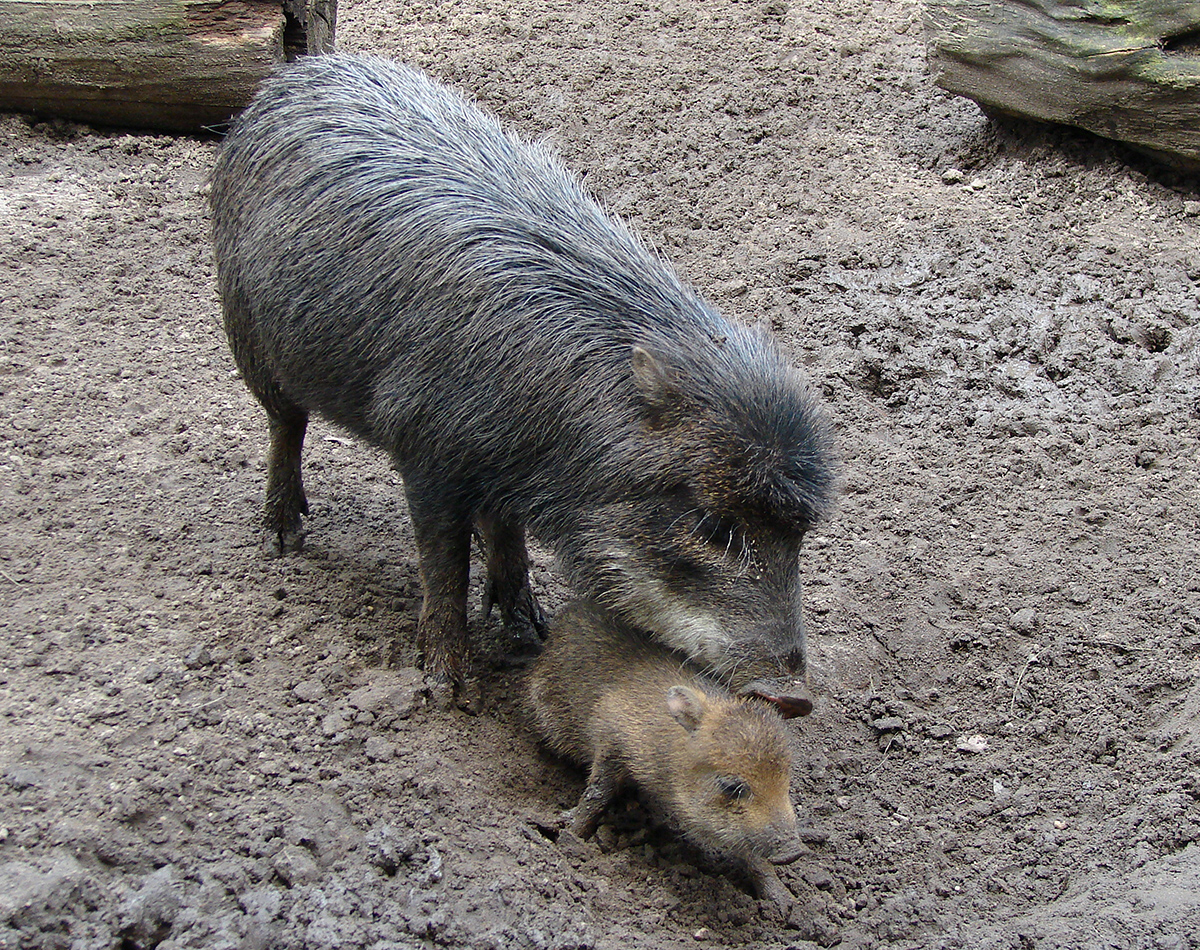
Tayassu pecari
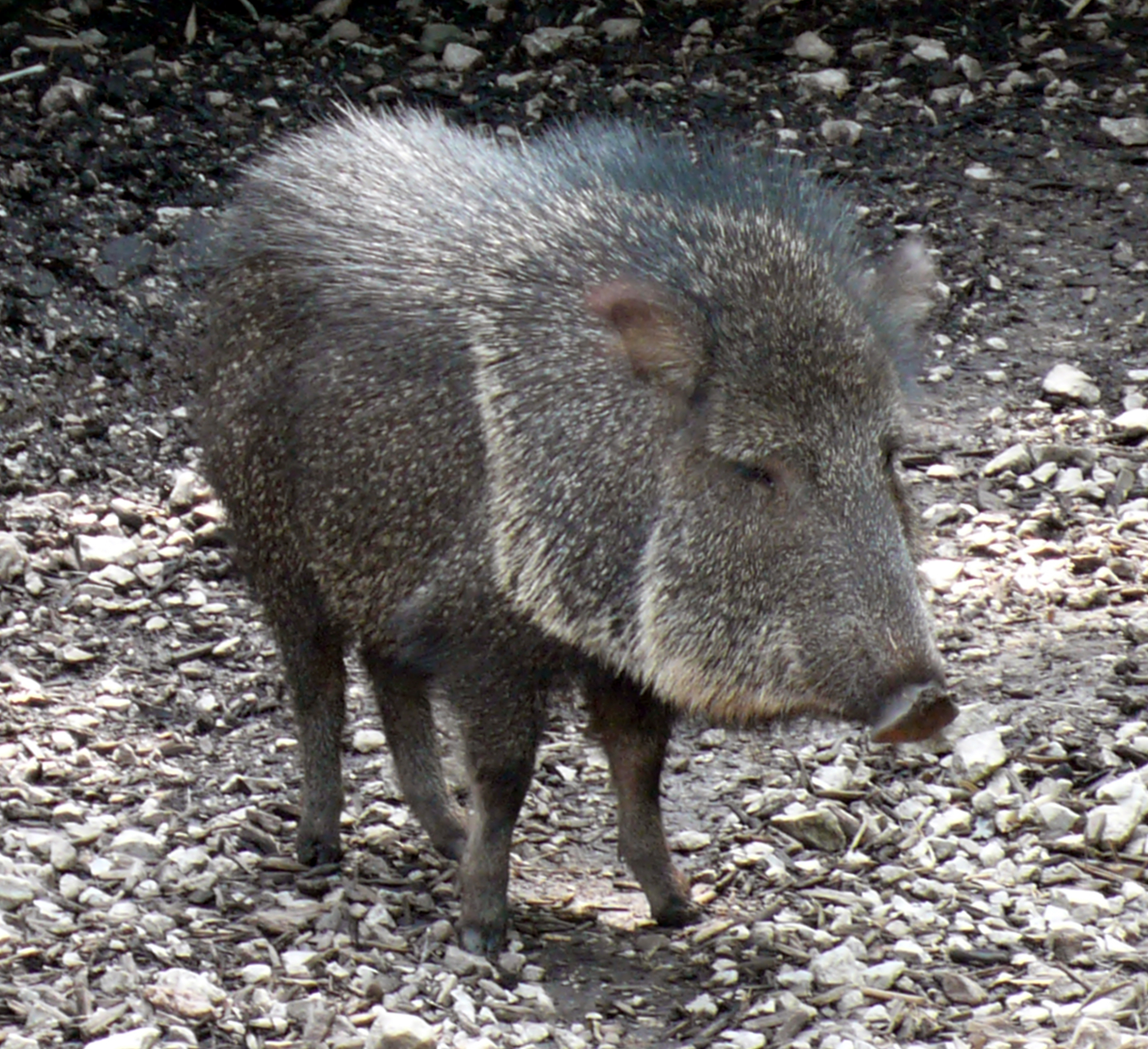
Catagonus wagneri